# سم بالتر
سم بالتر (انگلیسی: Sam Balter; ۱۵ اکتبر ۱۹۰۹ – ۸ اوت ۱۹۹۸) بازیکن بسکتبال اهل ایالات متحده آمریکا بود.